# Ifigenia Martínez y Hernández

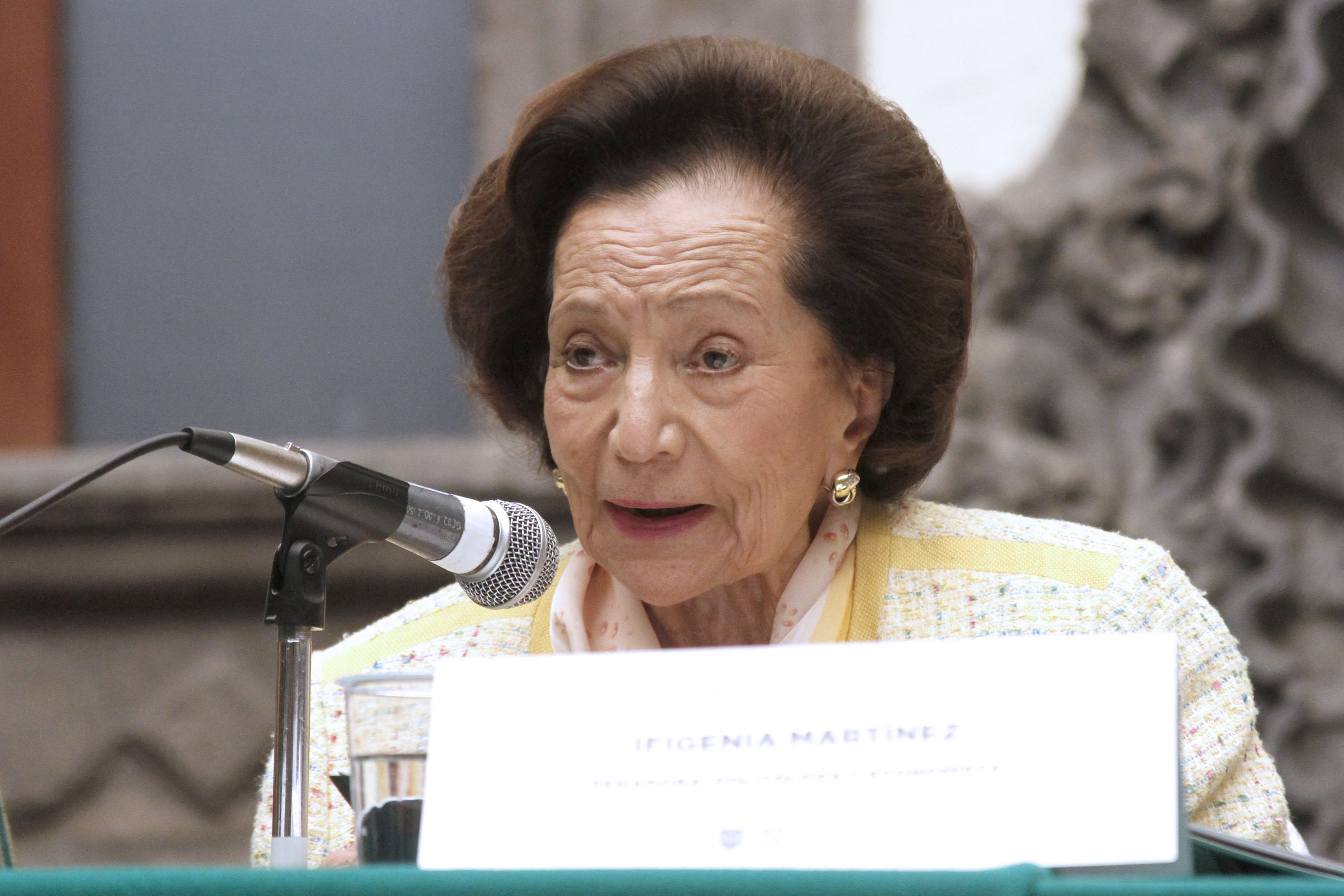
Ifigenia Martínez (Mai 2019)

Ifigenia Martha Martínez y Hernández (* 16. Juni 1925 in Mexiko-Stadt; † 5. Oktober 2024) war eine mexikanische Wirtschaftswissenschaftlerin und Politikerin.

## Werdegang
Martínez studierte zwischen 1942 und 1946 an der Nationalen Autonomen Universität von Mexiko (UNAM), ehe sie an der Harvard University nach dem Masterabschluss in Wirtschaftswissenschaften 1949 später promoviert wurde. Zwischen 1951 und 1952 war sie für die Unión Panamericana in Washington, D.C. tätig, anschließend war sie Leiterin des Büros für Finanzpolitik und der Abteilung für Finanzanalyse beim Secretaría de Hacienda y Crédito Público.
Ab 1955 war Martínez bis 1971 an der UNAM tätig, zwischen 1957 und 1962 war sie Professorin am Centro de Estudios Monetarios Latinoamericanos und ab 1967 Direktorin der Wirtschaftsschule an der UNAM. In den 1970er Jahren arbeitete sie als Regierungsbeamtin u. a. wieder im Secretaría de Hacienda y Crédito Público, ehe sie 1976 als Abgeordnete für eine dreijährige Amtszeit ins Abgeordnetenhaus gewählt wurde. Ab 1980 war sie zwei Jahre als stellvertretende Botschafterin von Mexiko bei den Vereinten Nationen und anschließend bis 1986 für das Secretaría de Relaciones Exteriores aktiv.
Ab Mitte der 1980er Jahre trat Martínez wieder zunehmend auf politischer Ebene in Erscheinung. 1988 wurde sie in den Senat gewählt, während der dreijährigen Amtszeit fungierte sie als Vizepräsidentin der Parlamentskammer. Nachdem sie zunächst seit den 1960er Jahren Mitglied der Partido Revolucionario Institucional gewesen war, gehörte sie 1989 zu den Gründungsmitgliedern der Partido de la Revolución Democrática und saß bis 1995 im Vorstand der Partei. Zwischen 1994 und 1997 sowie 2009 bis 2012 saß sie erneut im Abgeordnetenhaus.
Martinez war eine der Hauptbefürworterinnen der politischen Reform des Status von Mexiko-Stadt zu einem Bundesdistrikt, 2016 wurde sie zur Abgeordneten der Verfassungsgebenden Versammlung gewählt und agierte dort als Vizepräsidentin. 2018 wechselte sie erneut die Partei und schloss sich dem Movimiento Regeneración Nacional an. Im selben Jahr wurde sie erneut in den Senat gewählt.